# Văleni (gmina Stănișești)
Văleni – wieś w Rumunii, w okręgu Bacău, w gminie Stănișești. W 2011 roku liczyła 64 mieszkańców.